# Aubigny-aux-Kaisnes
Pour les articles homonymes, voir Aubigny.
Aubigny-aux-Kaisnes est une commune française située dans le département de l'Aisne en région Hauts-de-France.

## Géographie

### Communes limitrophes
|                          | Douchy              |                       |
| Villers-Saint-Christophe | Aubigny-aux-Kaisnes | Bray-Saint-Christophe |
| Pithon                   | Dury                |                       |

### Transports en commun routiers
La localité est desservie par les autocars du réseau inter-urbain Trans'80, Hauts-de-France (ligne no 51, Mesnil-Bruntel - Saint-Christ-Briost - Ham).

### Hydrographie
La commune est située dans le bassin Artois-Picardie. Elle n'est drainée par aucun cours d'eau.

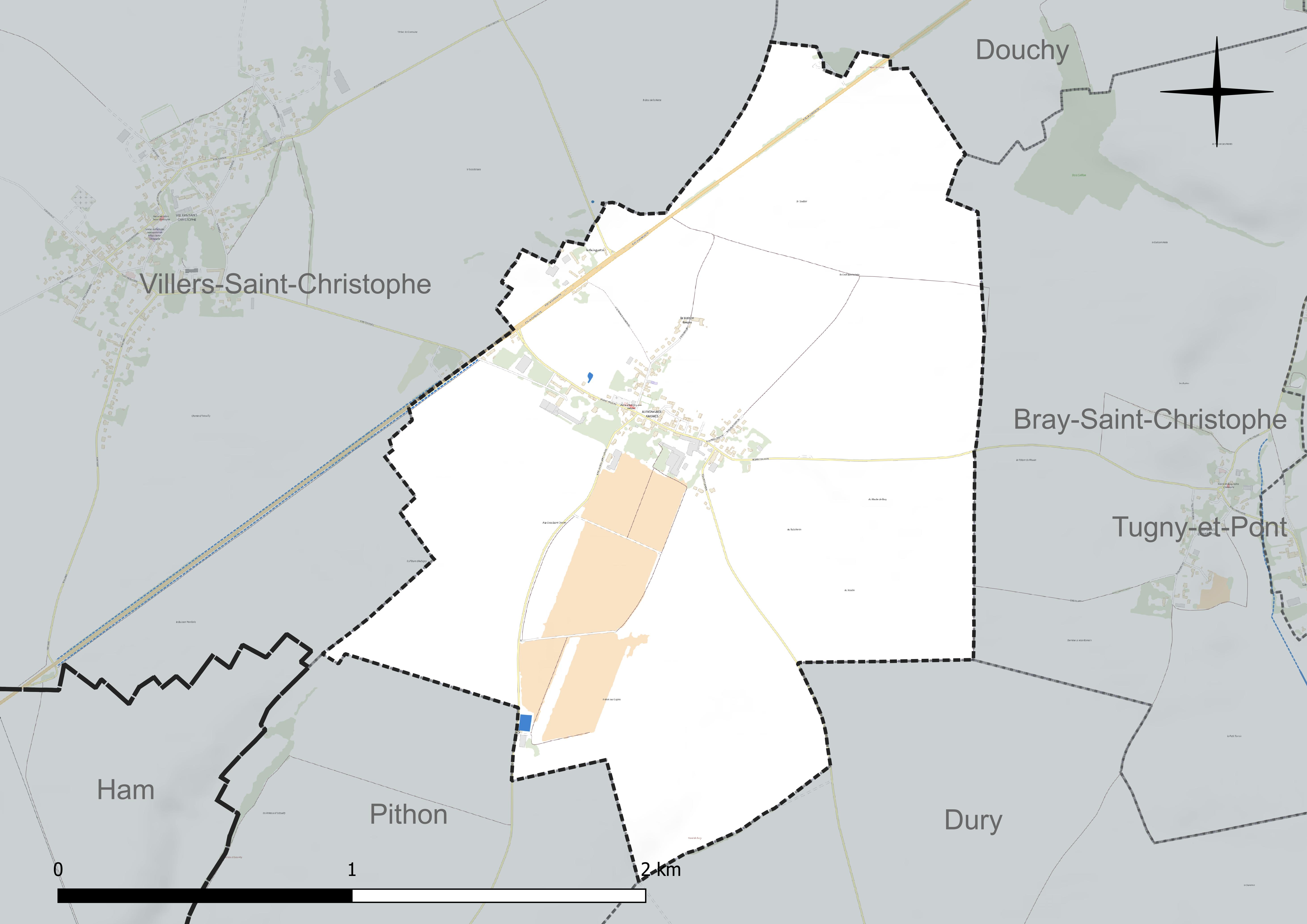
Réseau hydrographique d'Aubigny-aux-Kaisnes.

### Climat
Pour des articles plus généraux, voir Climat des Hauts-de-France et Climat de l'Aisne.
En 2010, le climat de la commune est de type climat océanique dégradé des plaines du Centre et du Nord, selon une étude du CNRS s'appuyant sur une série de données couvrant la période 1971-2000. En 2020, Météo-France publie une typologie des climats de la France métropolitaine dans laquelle la commune est exposée à un climat océanique et est dans la région climatique Nord-est du bassin Parisien, caractérisée par un ensoleillement médiocre, une pluviométrie moyenne régulièrement répartie au cours de l'année et un hiver froid (3 °C).
Pour la période 1971-2000, la température annuelle moyenne est de 10,3 °C, avec une amplitude thermique annuelle de 14,7 °C. Le cumul annuel moyen de précipitations est de 691 mm, avec 10,6 jours de précipitations en janvier et 8,7 jours en juillet. Pour la période 1991-2020, la température moyenne annuelle observée sur la station météorologique la plus proche, située sur la commune de Fontaine-lès-Clercs à 8 km à vol d'oiseau, est de 10,8 °C et le cumul annuel moyen de précipitations est de 683,4 mm,. Pour l'avenir, les paramètres climatiques de la commune estimés pour 2050 selon différents scénarios d'émission de gaz à effet de serre sont consultables sur un site dédié publié par Météo-France en novembre 2022.

## Urbanisme

### Typologie
Aubigny-aux-Kaisnes est une commune rurale,. Elle fait en effet partie des communes peu ou très peu denses, au sens de la grille communale de densité de l'Insee,.
La commune est en outre hors attraction des villes,.

### Occupation des sols
L'occupation des sols de la commune, telle qu'elle ressort de la base de données européenne d'occupation biophysique des sols Corine Land Cover (CLC), est marquée par l'importance des territoires agricoles (92,4 % en 2018), une proportion identique à celle de 1990 (92,4 %). La répartition détaillée en 2018 est la suivante :
terres arables (83,7 %), cultures permanentes (8,7 %), zones urbanisées (7,6 %).
L'évolution de l'occupation des sols de la commune et de ses infrastructures peut être observée sur les différentes représentations cartographiques du territoire : la carte de Cassini (XVIIIe siècle), la carte d'état-major (1820-1866) et les cartes ou photos aériennes de l'IGN pour la période actuelle (1950 à aujourd'hui).

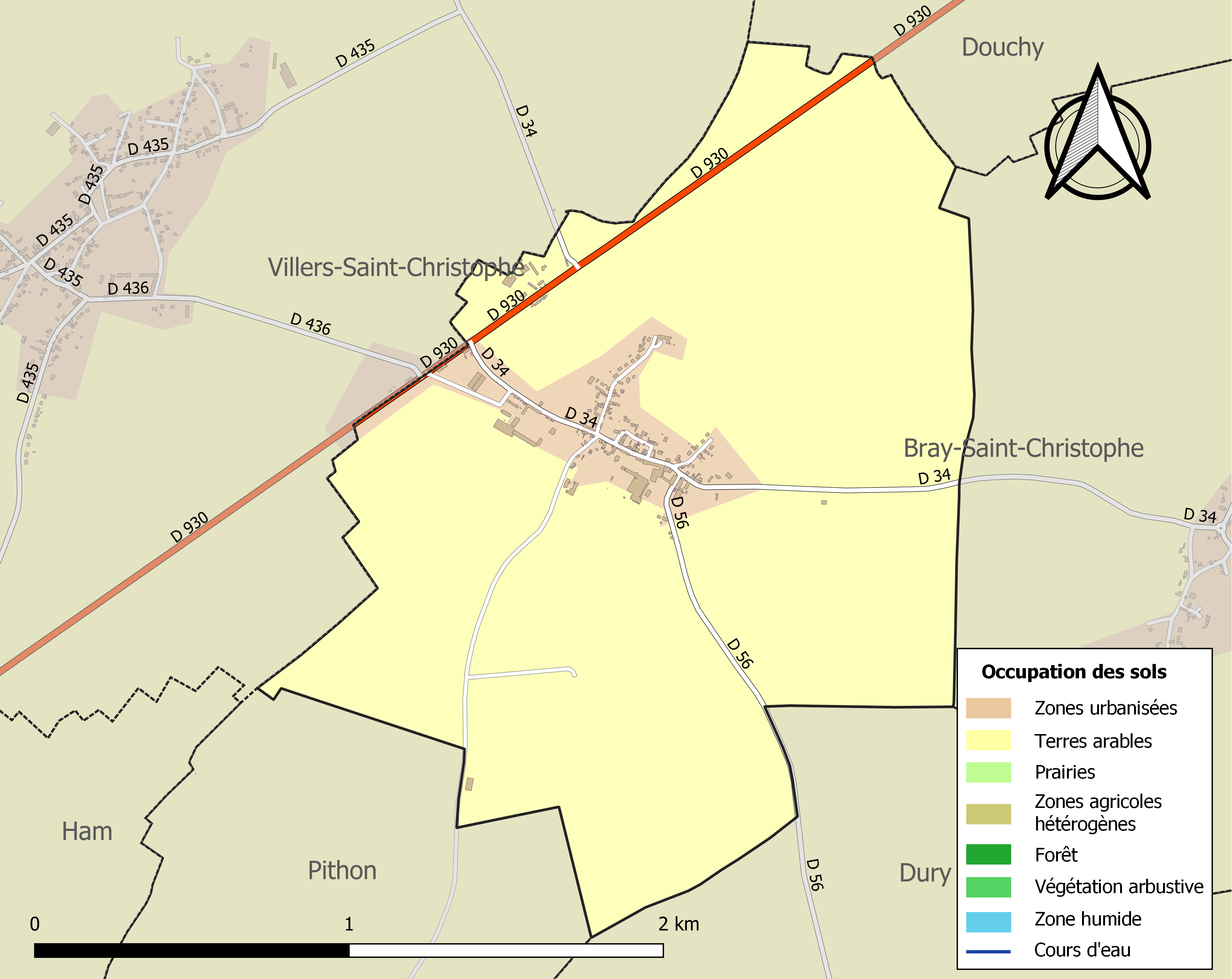
Carte des infrastructures et de l'occupation des sols de la commune en 2018 (CLC).
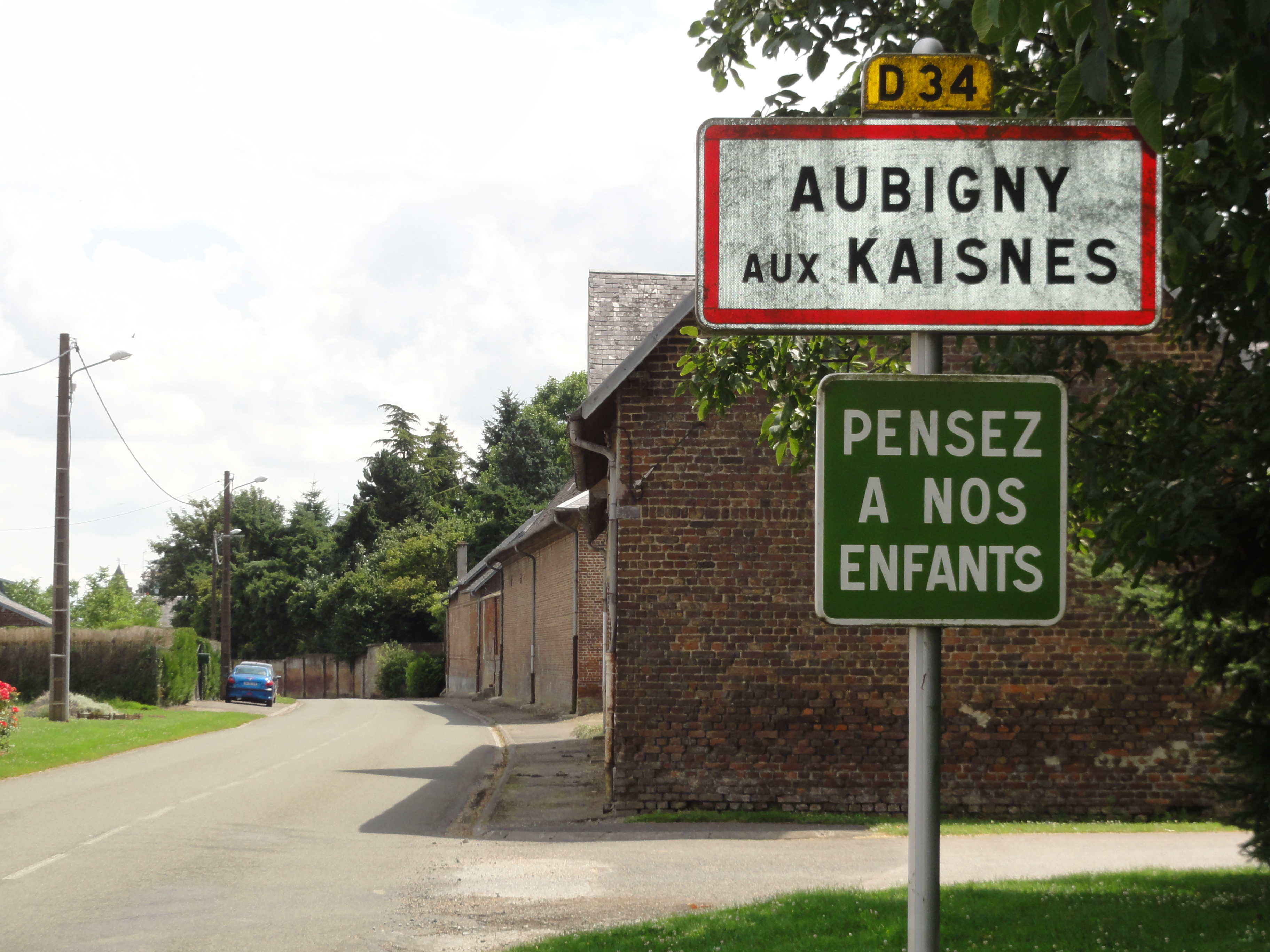
Entrée d'Aubigny-aux-Kaisnes.

## Toponymie
Le nom de la localité est attesté sous les formes Albigni (1150) ; Aubegni (1197) ; Aubegny-as-Quaisnes (1383) ; Aubegny (1532) ; Obigny (1673) ; Aubegnie (1696) ; Aubigny-aux-Quesnes ; Aubigny-aux-Caisnes (1776) ; Aubigny-au-Kaisnes (1788).
On relève en Picardie un nombre important de lieux évoquant des arbres des arbustes ou des types de végétations. Le chêne de cassanos, terme d'origine gauloise passé en roman ; le français chêne aboutit dans le domaine linguistique picard et normand à quesne → voir Le Quesnoy. Ici la variante picarde caisne, aussi écrit kaisne pour « chêne » au pluriel pour une chênaie.

## Histoire
Aubigny a été créée par une ordonnance du roi du 7 juin 1843 à partir de la section d'Aubigny de la commune d'Auroir-Aubigny, cette dernière étant supprimée. La section d'Auroir a été réunie à la commune d'Herouël pour former la commune nouvelle de Foreste.

## Politique et administration

La communauté d'agglomération du Saint-Quentinois dans le département de l'Aisne.

### Rattachements administratifs et électoraux
La commune se trouve dans l'arrondissement de Saint-Quentin du département de l'Aisne. Pour l'élection des députés, elle fait partie de la deuxième circonscription de l'Aisne.
Elle faisait partie depuis 1801 du canton de Saint-Simon. Dans le cadre du redécoupage cantonal de 2014 en France, elle fait désormais partie du canton de Ribemont.

### Intercommunalité
La commune faisait partie de la communauté de communes du canton de Saint-Simon (C32S), créée fin 1994.
Dans le cadre des dispositions de la loi portant nouvelle organisation territoriale de la République (Loi NOTRe) du 7 août 2015, qui prévoit que les établissements publics de coopération intercommunale (EPCI) à fiscalité propre doivent avoir un minimum de 15 000 habitants (sous réserve de certaines dérogations bénéficiant aux territoires de très faible densité), le préfet de l'Aisne a adopté un nouveau schéma départemental de coopération intercommunale par arrêté du 30 mars 2016 qui prévoit notamment la fusion de la communauté de communes du canton de Saint-Simon et de la communauté d'agglomération de Saint-Quentin, aboutissant au regroupement de 39 communes comptant 83 287 habitants.
Cette fusion est intervenue le 1er janvier 2017, et la commune est désormais membre de la communauté d'agglomération du Saint-Quentinois.

### Liste des maires
| Période                                  | Période                   | Identité             | Étiquette | Qualité                                                                             |
| ---------------------------------------- | ------------------------- | -------------------- | --------- | ----------------------------------------------------------------------------------- |
| Les données manquantes sont à compléter. |                           |                      |           |                                                                                     |
| avant 1876                               | après 1877                | M. Martine           |           |                                                                                     |
| Les données manquantes sont à compléter. |                           |                      |           |                                                                                     |
| 1959                                     | 2001                      | Pierre Martine       |           |                                                                                     |
| mars 2001                                | En cours (au 30 mai 2020) | Sylvain Van Heeswyck | LR        | Agriculteur Vice-président de la C32S (2014 → 2016) Réélu pour le mandat 2014-2020, |

## Démographie
L'évolution du nombre d'habitants est connue à travers les recensements de la population effectués dans la commune depuis 1793. Pour les communes de moins de 10 000 habitants, une enquête de recensement portant sur toute la population est réalisée tous les cinq ans, les populations de référence des années intermédiaires étant quant à elles estimées par interpolation ou extrapolation. Pour la commune, le premier recensement exhaustif entrant dans le cadre du nouveau dispositif a été réalisé en 2007.

En 2022, la commune comptait 239 habitants, en évolution de −4,02 % par rapport à 2016 (Aisne : −1,97 %, France hors Mayotte : +2,11 %).
| 1793 | 1800 | 1806 | 1821 | 1831 | 1836 | 1841 | 1846 | 1851 |
| ---- | ---- | ---- | ---- | ---- | ---- | ---- | ---- | ---- |
| 247  | 246  | 272  | 276  | 312  | 342  | 440  | 305  | 306  |

| 1856 | 1861 | 1866 | 1872 | 1876 | 1881 | 1886 | 1891 | 1896 |
| ---- | ---- | ---- | ---- | ---- | ---- | ---- | ---- | ---- |
| 324  | 347  | 380  | 324  | 345  | 309  | 297  | 305  | 321  |

| 1901 | 1906 | 1911 | 1921 | 1926 | 1931 | 1936 | 1946 | 1954 |
| ---- | ---- | ---- | ---- | ---- | ---- | ---- | ---- | ---- |
| 327  | 297  | 294  | 235  | 317  | 303  | 282  | 330  | 304  |

| 1962 | 1968 | 1975 | 1982 | 1990 | 1999 | 2006 | 2007 | 2012 |
| ---- | ---- | ---- | ---- | ---- | ---- | ---- | ---- | ---- |
| 336  | 291  | 262  | 279  | 263  | 271  | 247  | 243  | 239  |

| 2017 | 2022 | - | - | - | - | - | - | - |
| ---- | ---- | - | - | - | - | - | - | - |
| 253  | 239  | - | - | - | - | - | - | - |

## Culture locale et patrimoine

### Lieux et monuments
- Église Saint-Nicolas.
- Plaques commémoratives de guerre sur le mur entre l'église et la mairie.
- Croix de chemin.
- L'ancienne gare, aujourd'hui disparue, de la ligne de Saint-Quentin à Ham

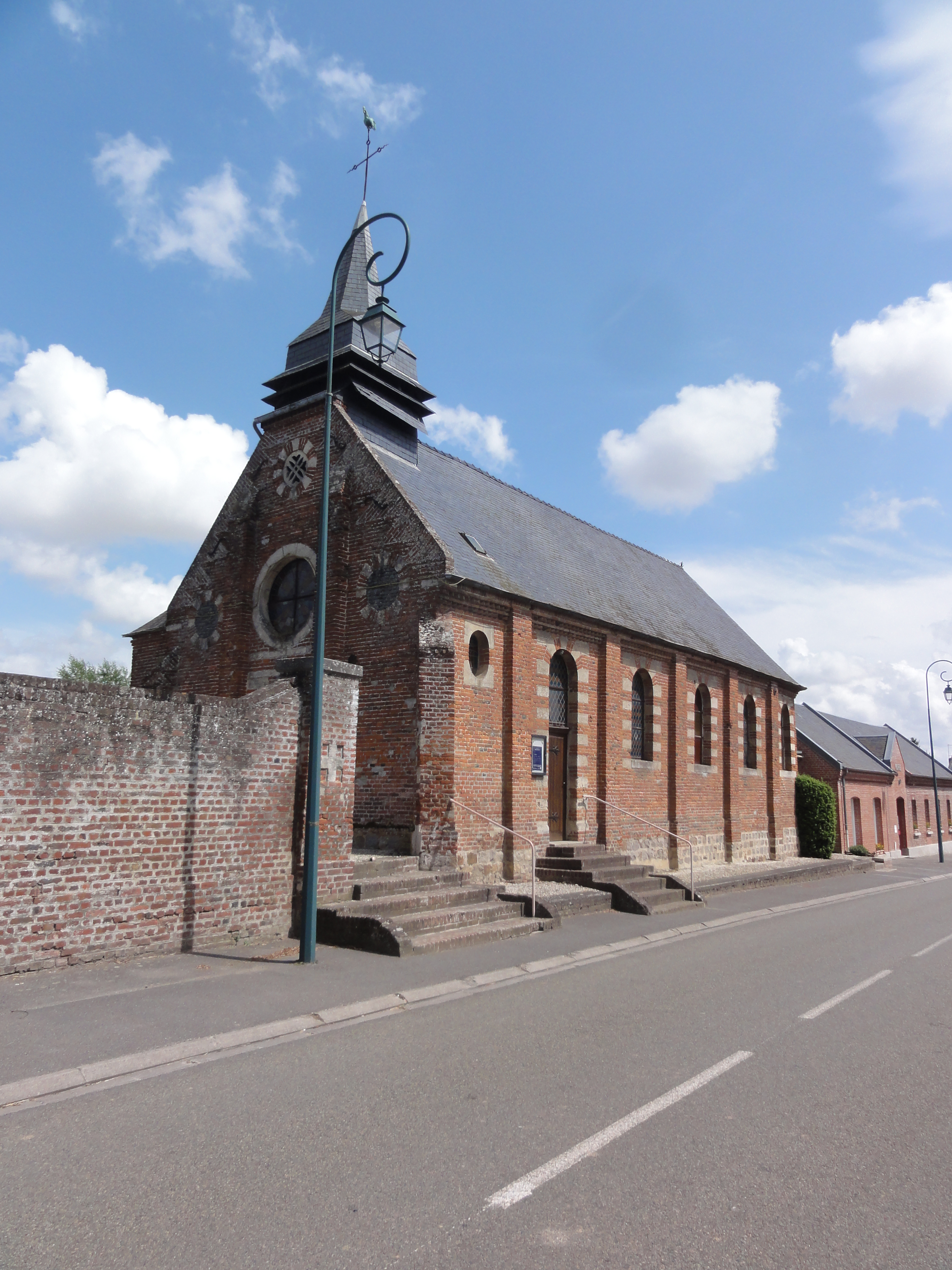
Église Saint-Nicolas.
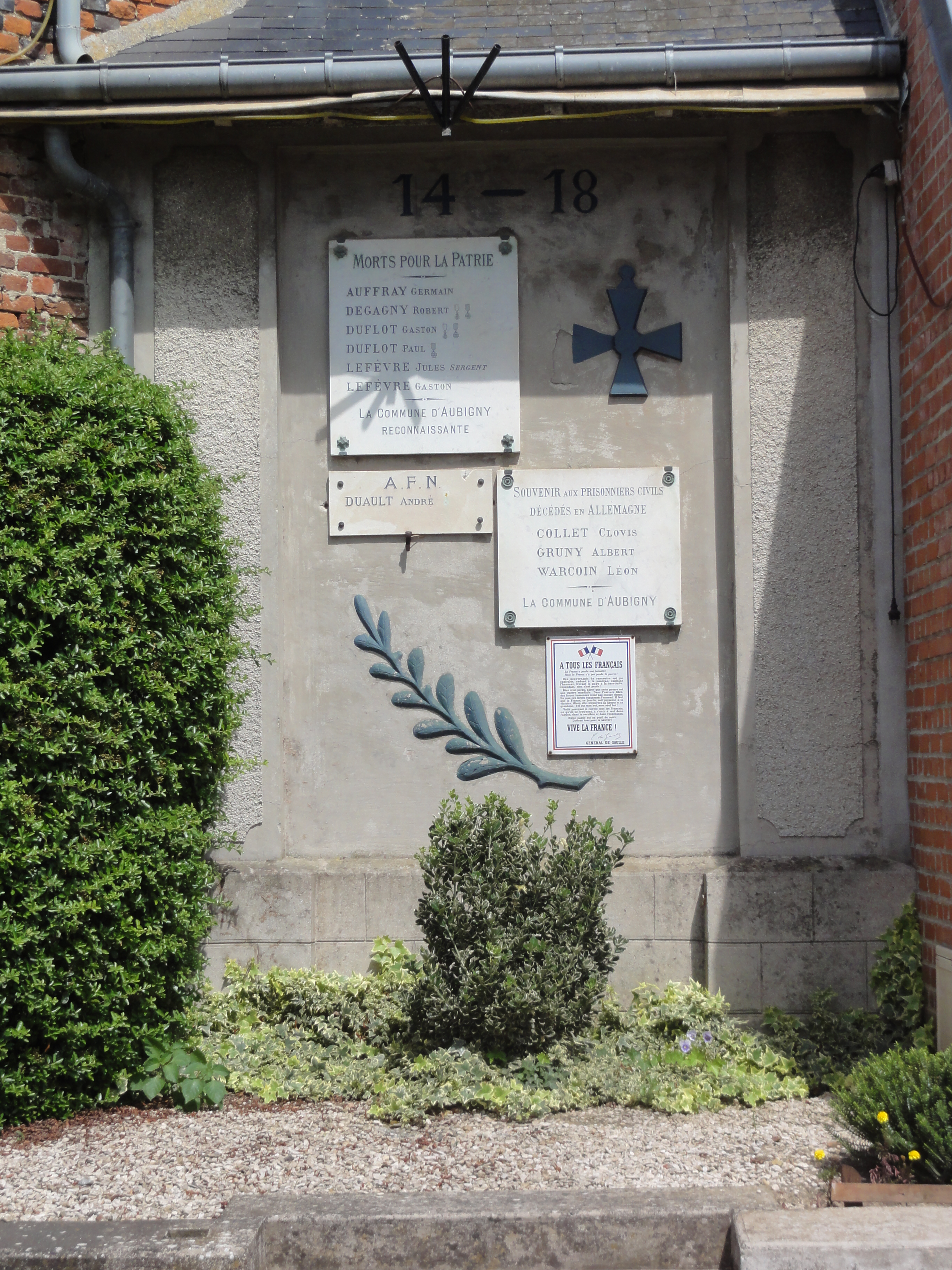
Plaques commémo- ratives, monument aux morts.

### Personnalités liées à la commune
- Augustin Ringeval, coureur cycliste ayant participé au Tour de France de 1905 à 1913. Né le 13 avril 1882 à Aubigny-aux-Kaisnes, il décéda âgé de 85 ans à Amélie-les-Bains le 5 juillet 1967.
- Marcel Lelong, pédiatre, professeur à la faculté de Médecine de Paris, premier titulaire de la chaire de puériculture, collaborateur de Robert Debré. Né en 1892 à Aubigny-aux-Kaisnes, décédé en 1973. Médecin-auxiliaire d'un régiment d'infanterie durant la Grande Guerre - Croix de guerre 1914-1918, médaille militaire.

## Pour approfondir